# Autoroutes de l'Ontario

Carte du réseau autoroutier de l'Ontario en 2021.

Les autoroutes de l'Ontario constituent un réseau d'autoroutes avec accès limité situé dans la province d'Ontario, au Canada. Le fonctionnement du réseau est semblable à celui des Interstate Highway aux États-Unis ou au système autoroutier du Québec. Leur entretien est assuré par le ministère des Transports de l'Ontario. Le système de désignation de routes selon des numérotations variant entre 400 et 499 est créé en 1952, bien que des autoroutes existaient antérieurement en Ontario. Il est à noter que d'autres axes routiers ontariens comportent des sections dites autoroutières, même si elles ne font pas, à proprement dit, partie du réseau autoroutier ontarien.

Carte des autoroutes ontariennes de série 400 en 2010.

La conception de ces voies rapides répondent aux standards techniques autoroutiers et la limitation de vitesse imposée aux usagers est de 110 km/h, à l'exception de quelques tronçons qui sont limités à 100 km/h. Leur conception a servi comme modèle pour d'autres autoroutes similaires en Amérique du Nord. Le taux de mortalité sur le réseau relativement au volume de circulation est parmi les plus bas en Amérique du Nord. Les autoroutes sont sous la surveillance policière de la police provinciale de l'Ontario.
 

## Réseau autoroutier
Le réseau autoroutier est composé de dix-sept autoroutes, numérotées entre 400 et 499 (à l'exception de la Queen Elizabeth Way), qui est circonscrit généralement au sud de la province. D'autres axes routiers comportent des sections autoroutières, bien qu'elles ne fassent pas partie du réseau autoroutier ontarien.
| Autoroute | Longueur (km) | Extrémité sud ou ouest                   | Extrémité nord ou est              | Inauguration |
| --------- | ------------- | ---------------------------------------- | ---------------------------------- | ------------ |
|           | 226,0         | Maple Leaf Drive à Toronto               | à Carling                          | 1952         |
|           | 828,0         | Ojibway Parkway à Windsor                | à South Glengarry                  | 1952         |
|           | 102,5         | à Point Edward                           | à London                           | 1953         |
|           | 125,2         | à Woodstock                              | à Mississauga                      | 1963         |
|           | 50,1          | à Toronto                                | Woodbine Avenue à East Gwillimbury | 1977         |
|           | 8,7           | à Saint Catharines                       | à Niagara-on- the-Lake             | 1963         |
|           | 26,0          | East Main Street à Welland               | à Saint Catharines                 | 1965         |
|           | 151,4         | à Burlington                             | à Clarington                       | 1997         |
|           | 5,6           | Aéroport international Pearson à Toronto | à Toronto                          | 1978         |
|           | 20,3          | à Mississauga                            | à Caledon                          | 1978         |
|           | 10,0          | à Whitby                                 | à Whitby                           | 2016         |
|           | 76,4          | à Johnstown                              | à Ottawa                           | 1999         |
|           | 192,0         | à Arnprior                               | à Hawkesbury Est                   | 1971         |
|           | 12,8          | à Clarington                             | à Clarington                       | 2019         |
|           | 3,3           | Regional Road 98 à Niagara Falls         | à Niagara Falls                    | 1941         |
|           | 19,9          | à Toronto                                | Regional Road 7 à Vaughan          | 1971         |
|           | 139,1         | à Fort Erie                              | à Toronto                          | 1937         |